# Chamaemyia geniculata
Chamaemyia geniculata – gatunek muchówki z rodziny srebrnikowatych i podrodziny Chamaemyiinae.
Gatunek ten opisany został w 1838 roku przez Johana Wilhelma Zetterstedta jako Ochtiphila geniculata.
Muchówka o ciele długości od 2,2 do 3 mm. Głowa jej jest nie dłuższa niż wysoka, zaopatrzona w szczecinki orbitalne i przyoczkowe, o jednolicie szarym czole. Barwa głaszczków jest bardzo ciemna. Chetotaksja śródplecza obejmuje trzy pary szczecinek śródplecowych i jedną parę przedtarczkowych. Odnóża mają czarne golenie i stopy. Odwłok ma tergity bez czarnych przepasek, za to te od trzeciego do piątego z ciemnymi plamkami. Narządy rozrodcze samca odznaczają się stopniowo ku nasadzie rozszerzonym, a przy samej podstawie silnie ku tyłowi i górze wydłużonym fallusem.
Owad znany z Hiszpanii, Irlandii, Francji, Wielkiej Brytanii, Holandii, Danii, Szwecji, Finlandii, Szwajcarii, Austrii, Włoch, Polski, Czech, Słowacji, Węgier, Słowenii, Chorwacji, Bośni i Hercegowiny, Serbii, Czarnogóry, Macedonii, Ukrainy, Rumunii, Mołdawii, Bułgarii, europejskiej części Rosji, Makaronezji, Bliskiego Wschodu, wschodniej Palearktyki i Nearktyki.